# Jonas Joseph LaValley

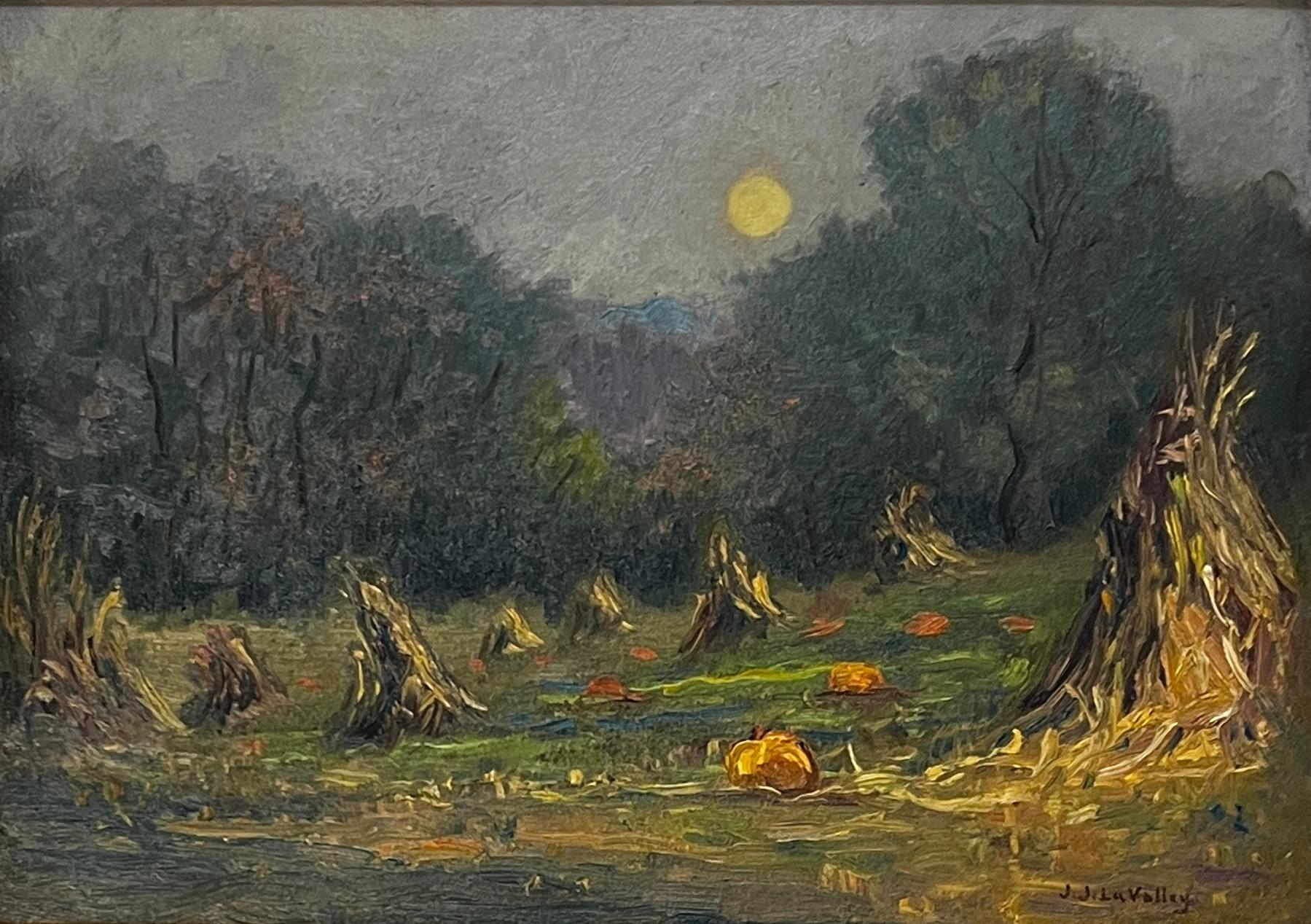
Jonas Joseph LaValley: Kornhocken

Jonas Joseph LaValley (* 22. Mai 1858 in Rouses Point, New York; † 9. August 1930 in Southbridge, Massachusetts) war ein US-amerikanischer Landschafts- und Stilllebenmaler.

## Leben
Jonas Joseph LaValley stammte aus Rouses Point in New York. Er wuchs auf der Farm seiner Familie auf und arbeitete später in den Baumwollspinnereien von Chicopee in Massachusetts. Er studierte an der Harvard University, an der School of the Museum of Fine Arts in Boston sowie an der Académie Julian in Paris. Nachdem er sein eigenes Atelier in Springfield gegründet hatte, genoss LaValley einen wachsenden Ruf als Landschafts- und Stilllebenmaler. Im Jahr 1889 begann er, in Springfield Kunstunterricht zu geben. Dieses Engagement in der Kunstszene setzte sich fort, als er Mitglied der Connecticut Academy of Fine Arts wurde und seine Werke in den Vereinigten Staaten ausstellte, unter anderem in der National Academy of Design, der Corcoran Gallery, dem Art Institute of Chicago und dem Carnegie Institute. 1918 gründete er gemeinsam mit der Künstlerin Harriet Randall Lumis die Springfield Art League, deren erster Präsident er wurde.

## Werk

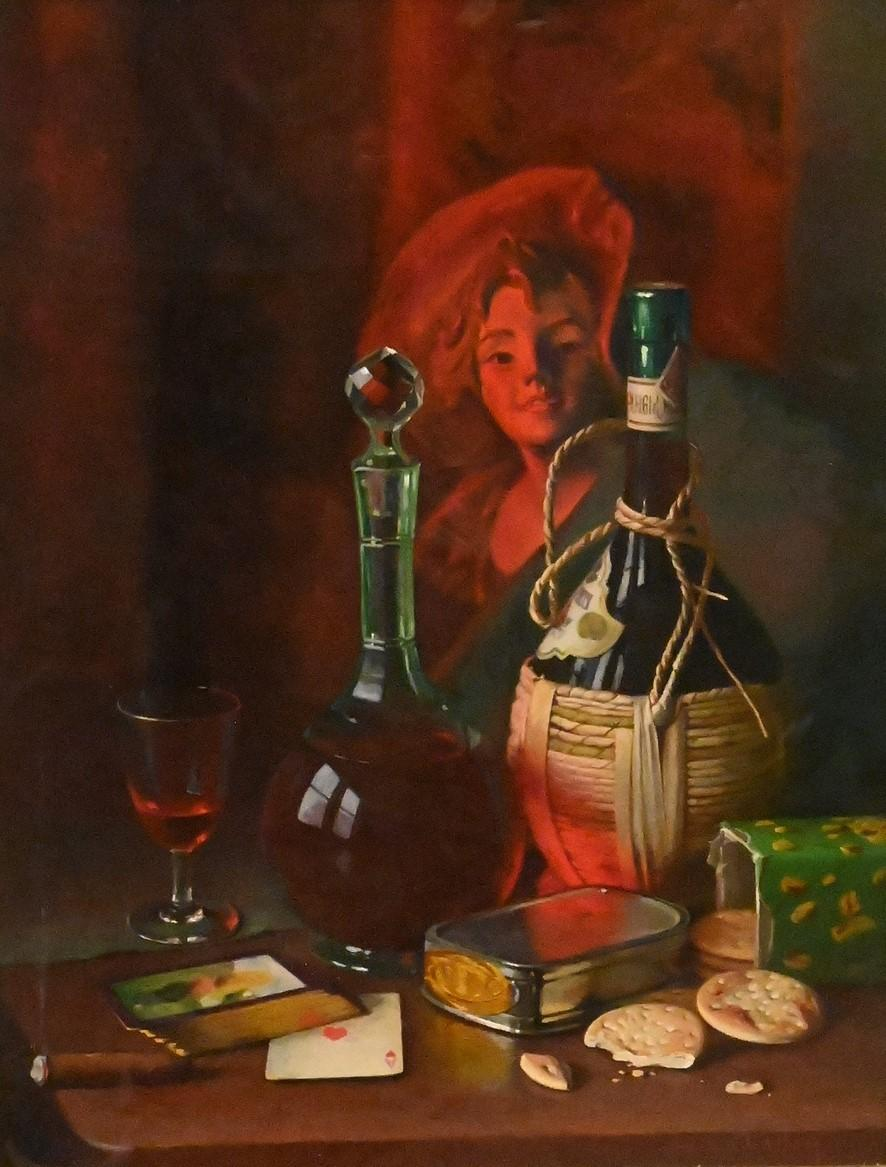
Jonas Joseph LaValley : Hospitality

LaValley spezialisierte sich auf Landschaftsmalerei und wurde für seine Darstellungen von Flüssen, Wäldern und Wiesen in Massachusetts und Umgebung bekannt. Seine Gemälde zeichnen sich durch eine naturnahe, detailreiche Wiedergabe und ein stimmungsvolles Licht aus. Er arbeitete überwiegend mit Ölfarben auf Leinwand. Viele seiner Werke zeigen herbstliche Szenen in warmen Farbtönen. Oft malte er auch Stillleben. Ein charakteristisches Motiv sind Früchtestillleben. Dabei verwendete er meist eine Auswahl an Obstsorten wie Äpfel, Trauben, Pfirsiche, Birnen und Pflaumen. Die Früchte sind meist auf einem neutralen Untergrund arrangiert – häufig auf einem weißen oder dunklen Tuch – und vor einem dunklen Hintergrund dargestellt. Durch diese Art der Komposition wird die Aufmerksamkeit auf die Formen und Farben der dargestellten Objekte gelenkt. Die Früchte sind in ruhigen, symmetrischen oder leicht asymmetrischen Gruppen angeordnet.